# Barbacoas (Nariño)
Barbacoas es un municipio de Colombia, ubicado en el departamento de Nariño. Se sitúa a 236 kilómetros de San Juan de Pasto, la capital del departamento.

## Toponimia
El término "Barbacoas", de origen taíno o arawak hace referencia al tipo de vivienda indígena sobre pilotes y plataformas de guagua.

## Historia
La historia del municipio de Barbacoas se remonta a la época prehispánica cuando las etnias que los cronistas, misioneros y documentos oficiales llamaban Barbacoas, Iscuandés, Tapajes, Sanquiangas y Telembíes se asentaron a lo largo de los ríos Tapaje, Patía y Telembí. Se considera que estos grupos podían ser segmentos de la etnia Awá, que continúa habitando la región, lo cual es evidente para los Sindaguas, pues en un expediente de 1635, los apellidos de los sidagua ejecutados por los españoles coinciden con los de los Awá actuales.
En el año de 1600, Francisco de la Parada y Zúñiga estableció el poblado que ahora es la cabecera del municipio en la confluencia de los ríos Telembí y Guagüí. En 1612, el Capitán Pedro Martin Navarro formalizó allí la fundación de Santa Maria del Puerto de los Barbacoas. Dada la gran riqueza de oro de la zona, durante las épocas de la colonia y de la república se convirtió en un importante centro minero y puerto fluvial. Por lo tanto, a finales del siglo xvi llevaron hombres de etnia negra esclavizados para trabajar en las minas, propiedad de aristócratas criollos de la gobernación de Popayán.
En Barbacoas, durante el período independentista, fue herido en la mandíbula el General Tomás Cipriano de Mosquera por las tropas realistas de Agustín Agualongo. En 1823, se estableció una casa de rescate de oro para financiar las guerras. Luego se abrió una casa de la moneda entre 1838 y 1840.
Barbacoas fue capital de la provincia de Barbacoas (1846-1855) hasta el surgimiento del Estado Soberano del Cauca hasta la creación del departamento de Nariño en 1905. La importancia del centro minero y del puerto fluvial se redujo a partir de 1930 por la creación de la línea de ferrocarril entre Tumaco y el Diviso. Compañías extranjeras explotaron el oro en el discurso del río Telembí y sus afluentes. Posteriormente, la disminución de las actividades económicas y sociales y las actividades ilícitas en torno al procesamiento y tráfico de la coca, produjeron un éxodo de la población.
En el año 2011 las mujeres del municipio iniciaron una controvertida huelga de abstención sexual en pro de la construcción de la carretera Junín-Bellavista-Barbacoas, en vista de que actualmente la comunicación más eficaz hacia el municipio es mediando el Telembí.

## Geografía
Barbacoas se encuentra localizado en el centro del departamento de Nariño al noroeste de su capital. Hace parte de la región pacífica colombiana en el pie de monte y el andén pacífico con sus selvas húmeda tropicales. Es un área geográfica de intensa pluviosidad. Su río más importante es el río Telembí, afluente del río Patía con el que forman una amplia red de afluentes, que sirven como vía fluvial de comunicación entre la población campesina del municipio.

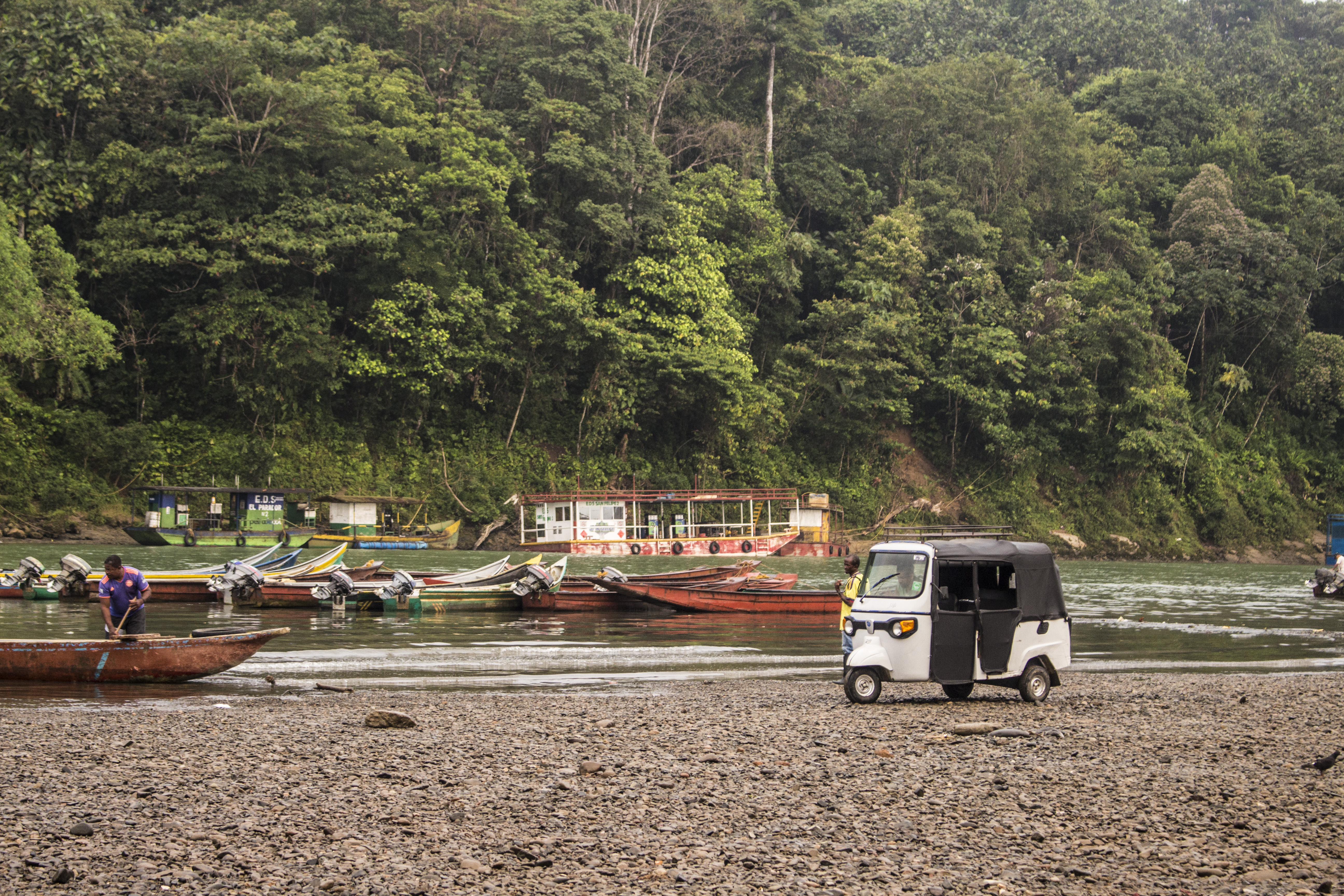
Un vehículo de transporte público ingresa al cause del río Telembí durante una temporada de corriente baja.

### Término municipal
Limita con los municipios de Roberto Payán - Maguí, Ricaurte, Samaniego, Tumaco y la república del Ecuador.

### Pertenencia étnica
Según de censo de 2005 del DANE, el 78,3 % de la población se autoidentifica como étnicamente negra, el 15,1 % como indígena, mientras que el restante 6,6 % son mestizos o blancos.

## División político-administrativa
Además de su Cabecera municipal. Barbacoas tiene bajo su jurisdicción los siguientes Centros poblados:
- Altaquer
- Cargazón
- Cascajero
- Chalchal
- Diaguillo
- El Diviso
- Junín
- La Playa
- Los Brazos
- Mongón
- Ñambí
- Paloseco
- Pambana
- Paundé
- Salí
- San Juan Palacio
- San Miguel Nambí
- Sucre Guinulte
- Teraimbe
- Yalare

## Economía

### Sector primario

#### Agricultura
Barbacoas es un municipio caracterizado por la producción transitoria de arroz y permanente de aguacate, plátano, caña y de frutales (banano, cítricos y chiro). Es el segundo municipio productor de arroz del departamento. Sin embargo solo el 20% de la producción es comercializada. 
La extensión de los cultivos permanentes no es tan significante y se dedica en su gran parte al autoconsumo, con excepción del aguacate que se comercializa en un 90%. 
Existen asociaciones de comunidades negras que se dedican a la producción de cultivos frutales como: ciruelo, guayaba, papaya, piña, guanábana, borojó, guayabilla, lulo, anón, guaba, maracuyá, guayaba brasilera, zapallo, coco, cacao.
Entre otro tipo de productos, se tiene: Papa china, cun (arracacha), camote, ñame, achiote, chillangua, tomate, ají, palmito, chillarán, orégano, pan del norte, etc. 
La baja comercialización de los productos del municipio es causada por la escasez o el mal estado de las vías de comunicación existentes, lo cual desmotiva la producción reduciendo una oferta sostenible en el mercado local.
Finalmente, por la baja rentabilidad del sector y la poca presencia del estado, los cultivos ilícitos (coca) han ido reemplazando los tradicionales.

### Minería
Histórica y tradicionalmente el municipio de Barbacoas ha sido conocido a nivel regional y nacional como un territorio de gran riqueza aurífera, recurso natural mineral en el cual se sustenta gran parte del desarrollo económico y social de la región, el departamento y la nación, actividad que durante años ha permanecido suspendida por la falta de incentivos para la exploración y explotación minera. 

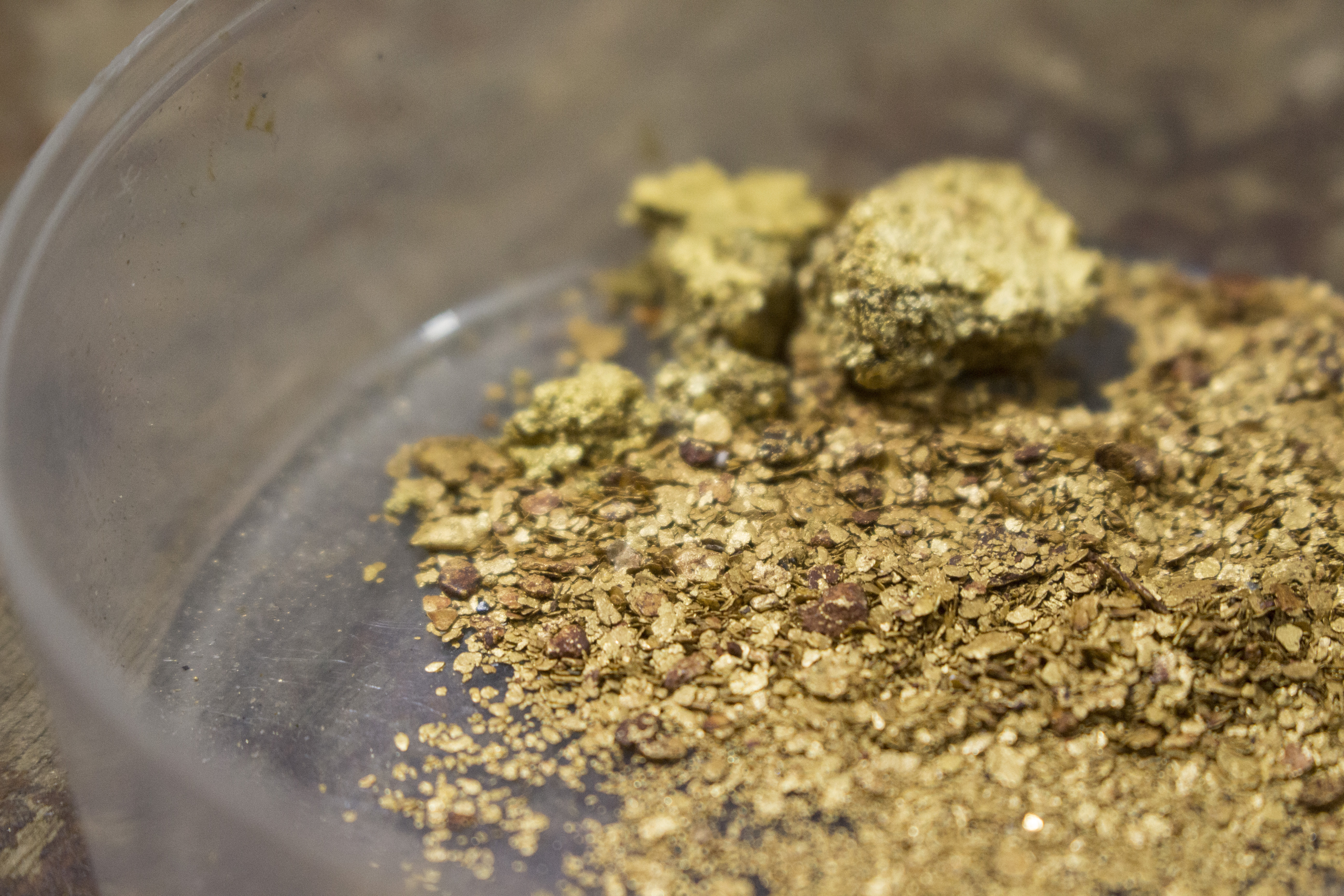
Muestra de oro extraida del río Guelmambí en Barbacoas - Nariño

Sin embargo en los últimos años se ha iniciado la reactivación de la explotación minera con las nuevas técnicas, a pesar de la restricción en las políticas nacionales sobre procesos de capacitación en nuevas tecnologías de explotación del subsuelo. Los nuevos métodos disminuyen los impactos ambientales causados por materiales utilizados en la exploración aurífera, tales como el cromo y el mercurio, contaminando ríos, suelo y subsuelo del territorio.
En general, la propuesta para mejorar la economía minera del Municipio estaría fundamentada principalmente en la organización de los mineros, mediante formas asociativas que permita trabajar en conjunto mejorando las condiciones económicas y de seguridad en los procesos de exploración y explotación de los recursos naturales e igualmente fomentando y fortaleciendo la actividad de orfebrería en la región.
Minería 1940 - 1970
Minería 1980 - 1990
Minería 1990 -

## Vías de comunicación
Su acceso desde Pasto se hace por la  Ruta Nacional 10  o troncal Pasto – Tumaco hasta Junín (180 kilómetros), desde allí por la Ruta Nacional 13, una carretera secundaria pavimentada en su totalidad.
Además se cuenta con muelles y saltaderos en la zona urbana que son utilizados para navegar por el río Telembí.

## Turismo
El ecoturismo tiene un gran potencial de explotación ya que por las características del terreno, el municipio cuenta con una gran biodiversidad tanto de flora como de fauna. Entre los principales atractivos turísticos del municipio se encuentra el río Telembí con sus playas Telpí, la playa de Jamaica en el río Guagüí, y la reserva natural Ñambí. La música autóctona, con reminiscencias africanas, españolas e indígenas, está representada por la marimba y por los cantos y alabaos de las fiestas religiosas y de los funerales que se conservan debido al aislamiento geográfico de la región. Algunos ejecutantes de la marimba han ganado premios nacionales en el Festival de música de Pacífico Petronio Álvarez. La cocina tradicional se resume en el puzandao, tapao de varias carnes, plátano, papa y yuca con carne serrana, una carne nitrada traída desde la sierra de Túquerres, principalmente, que se cocina en fogones hundidos en la arena de las playas.

## Cultura

### Barbacoas Lee
Barbacoas Lee es una biblioteca pública creada en 2011 mediante ordenanza municipal. Su construcción se llevó a cabo tras la demolición de un parque aledaño al coliseo del pueblo; el lote liberado fue dividido en dos, una parte para la construcción del CDI y otra para la biblioteca. 
Es considerada la primera biblioteca de la costa pacífica nariñense, en contar con una bibliotecaria elegida mediante concurso de méritos. 